# Grand Prix moto d'Espagne 1989
Le  Grand Prix moto d'Espagne 1989 est la quatrième manche du championnat du monde de vitesse moto 1989. La compétition s'est déroulée du 28 au 30 avril 1989 sur le Circuit permanent de Jerez.